# Crisóstomo Martínez

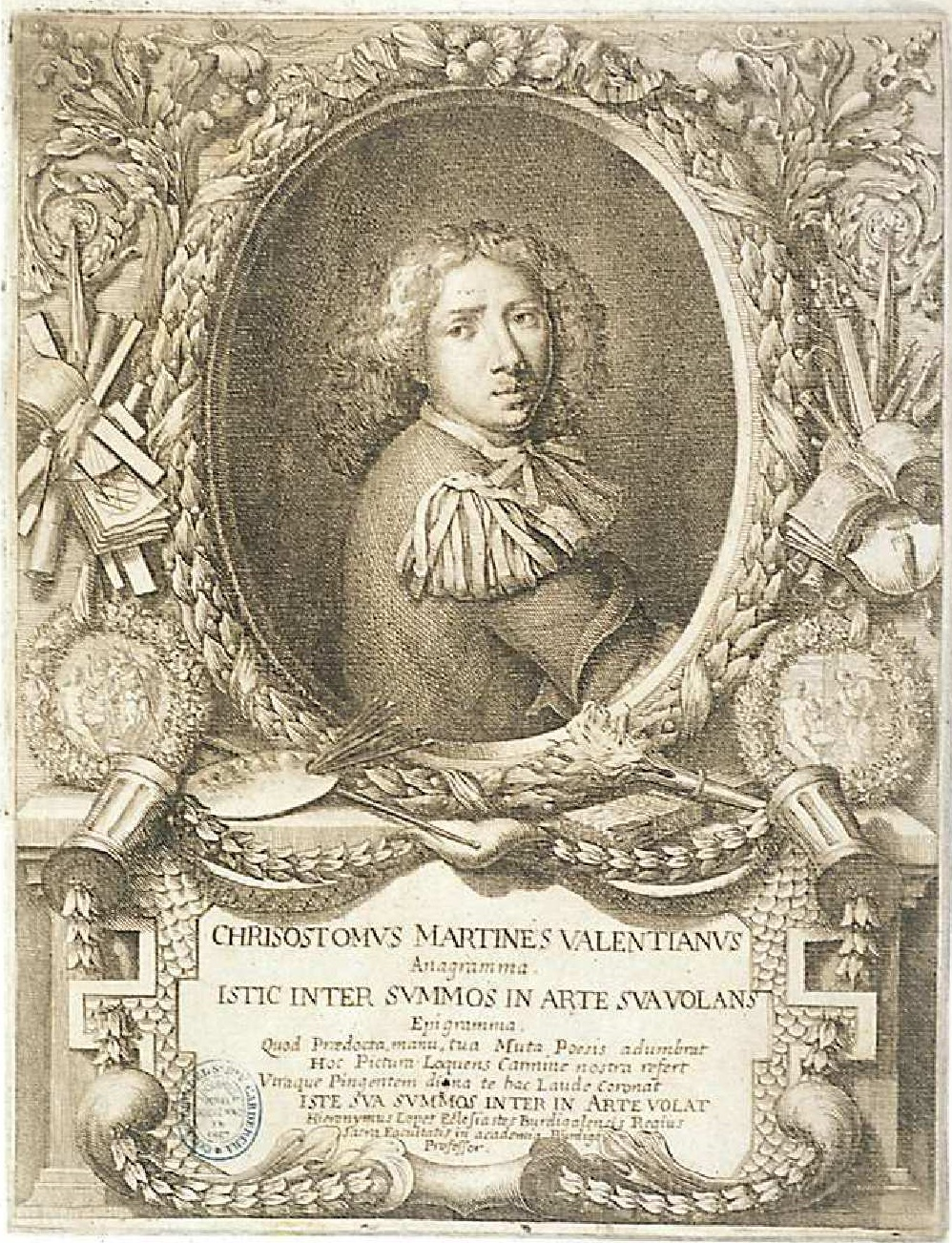
Autorretrato de Crisóstomo Martínez y Sorli, aguafuerte, 256 x 199 mm, Madrid, Biblioteca Nacional de España.

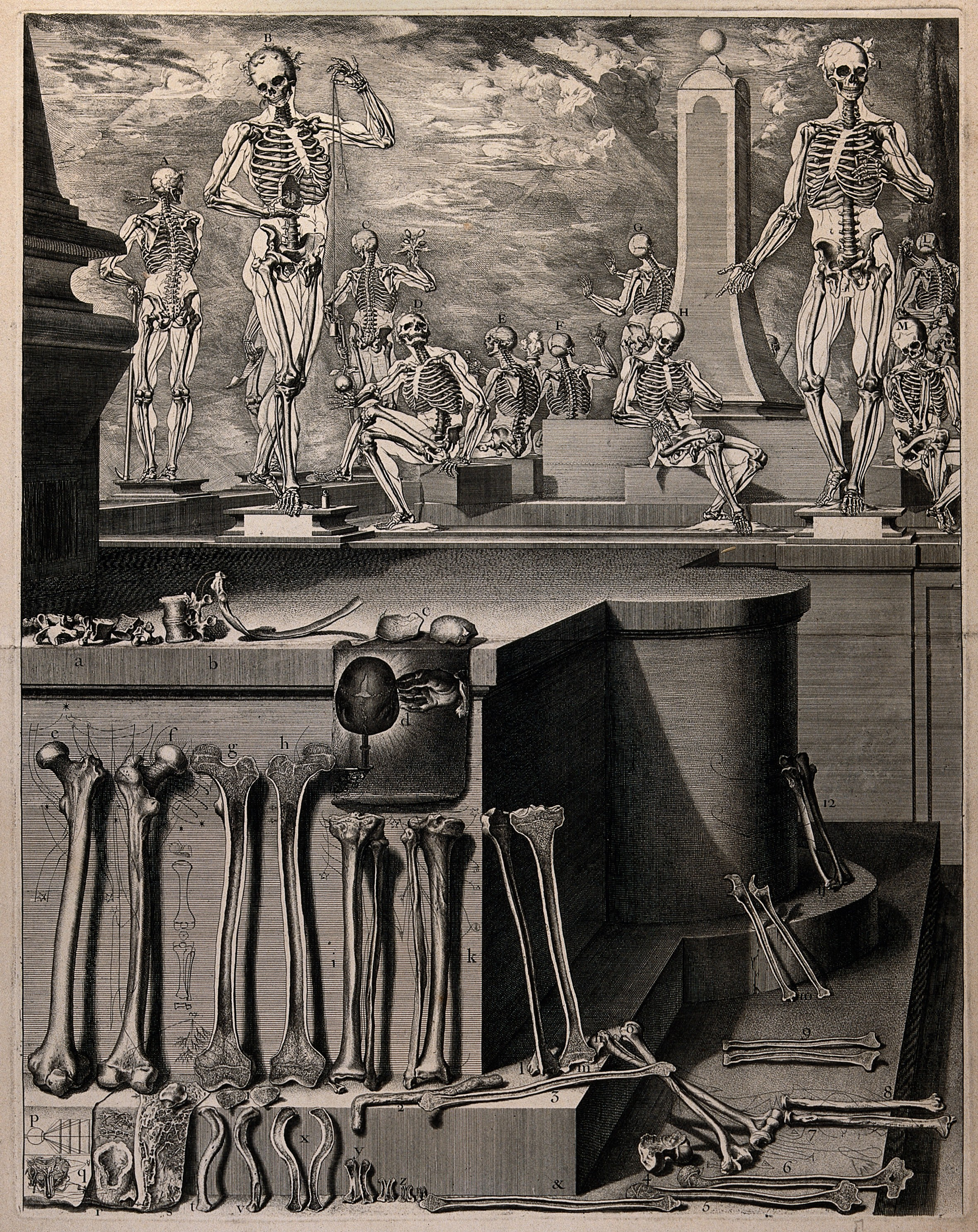
Esqueletos y huesos, hacia 1680-1694, aguafuerte, Biblioteca Nacional de España.

Crisóstomo Martínez (Valencia, 1638-Flandes, ca. 1694) fue un pintor, grabador y microscopista español, encuadrado dentro del movimiento novator de la ciencia española del Barroco.

## Biografía
Bautizado el 27 de noviembre de 1638, hijo de un tejedor, comenzó su carrera como pintor, aunque es muy poco lo que pintó al óleo y destacó como dibujante y grabador. En 1680 comenzó un Atlas Anatómico subvencionado por el Ayuntamiento y la Universidad de Valencia, previa mediación del rey Carlos II, pudiendo trasladarse en 1686 a París, donde se relacionó con el anatomista francés Joseph-Guichard Du Verney y la Academia de Ciencias de Francia. En París sufrió duras condiciones de vida tanto debido a su mala salud como por las malas relaciones entre España y Francia, hasta el punto de que tuvo que abandonar la ciudad en 1690 acusado de espía. A partir de ahí se desconoce su paradero. Una cita de José Rodríguez en su Biblioteca Valentina de 1747, afirma que murió en Flandes alrededor de 1694.
De sus trabajos al óleo se conservan en los fondos del Museo de Bellas Artes de Valencia en el que ingresaron sin atribución a raíz de la desamortización San Andrés Corsini, procedente de la iglesia del convento del Carmen, San Pascual Bailón adorando la eucaristía, de la sacristía de la iglesia de Santo Tomás y la Muerte de san Francisco Javier, pintada en 1678, que sirvió de predela en el retablo dedicado al santo en la iglesia de la Compañía de Valencia.

## Atlas Anatómico
En el Archivo del Ayuntamiento de Valencia se conservan dieciocho láminas originales, doce de ellas realizadas en Valencia y las restantes en París y remitidas desde allí al catedrático de la Universidad de Valencia Juan Bautista Gil de Castelldases. Una de ellas, dedicada a las proporciones del cuerpo humano, fue la única que se editó en vida del autor en 1689, volviéndose a reeditar en Frankfurt y Leipzig y de nuevo, junto con otra que representa doce esqueletos en varias posiciones, en 1740 en París. En 1780, la Real Academia de Pintura y Escultura francesa, compró las planchas y las volvió a publicar en 1780.
Las láminas conservadas corresponden a la osteología, en las que incluyó aspectos morfológicos nuevos, como son la embriología del hueso (osificación del cartílago) y la microscopía (aspecto trabecular del mismo), colocándose a la vanguardia de los morfólogos europeos del momento, contienen representaciones del noventa por ciento del esqueleto humano.